# Pachygena falcata
Pachygena falcata är en kvalsterart som beskrevs av Hammer 1972. Pachygena falcata ingår i släktet Pachygena och familjen Scheloribatidae. Inga underarter finns listade i Catalogue of Life.